# Банк Кредит Дніпро
АТ «Банк Кредит Дніпро» — український комерційний банк з офісом у Києві, з 2020 належить українському бізнесмену Олександру Ярославському. 

## Історія
Банк заснований 1993 року як акціонерний банк «Муніципальний банк». У 1994 році перейменований на Акціонерний банк «Банк Кредит Дніпро». 03 серпня 2020 року між компанією «Бренкрофт Ентерпрайзез Лімітед», яка виступає єдиним акціонером Банку Кредит Дніпро, та Олександром Ярославським, власником та президентом групи DCH, укладено угоду про відчуження 100% акцій у статутному капіталі Банку Кредит Дніпро. 
30 липня 2020 року Ярославський отримав від НБУ на набуття 100% акцій банку і став його бенефіціарним власником. 4 серпня 2020 року він призначив головою банку Сергія Панова.